# 藍可兒死亡事件
藍可兒死亡事件指的是加拿大籍港人藍可兒（或称林可儿，1991年4月30日－2013年2月）於2013年1月至2月間在美國加利福尼亚州洛杉磯市中心塞西尔酒店屋頂水塔內的溺死事件。因其死亡地点離奇，加上其失踪前被監視器拍摄到在酒店电梯内作出一系列古怪动作，因此成为关注焦点。洛杉磯郡法醫辦公室於6月20日根據驗屍結果做出藍可兒死因為意外溺死的結論，並依其生前行為認為藍可兒患有躁鬱症，是造成其死亡的重大因素。
藍可兒於2013年1月独自一人赴美国加利福尼亚州旅行，1月31日在洛杉矶市中心的塞西尔酒店失踪；次月19日，其尸体在酒店楼顶的水塔中被发现。
塞西爾酒店因三宗兇殺案和多宗自殺案聞名，並是1985年連環殺手理察·拉米雷茲及1991年傑克·恩特維格的投宿地點。

## 失踪
蓝可儿于2013年1月26日周六抵达洛杉矶，入住洛杉矶市中心的塞西尔酒店。酒店附近治安不佳，歷史上也与多个著名命案有联系，例如連環杀人犯理查德·拉米雷兹及杰克·恩特维格（Jack Unterweger）分别于1985年、1991年在该家酒店投宿，另有不确定的传言声称1947年的著名惊悚命案受害者伊麗莎白·修特（俗稱“黑色大丽花”）生前也曾居住于此。
有媒体称蓝可儿来加州的目的是散心，且最终目的地是北加州的圣克鲁兹。她在洛杉矶期间，每天都会与家人通电话联系，惟1月31日后失去踪迹。洛杉矶警方全力搜寻未果。2月13日，警方公布了蓝可儿在酒店电梯内的监控视频录像片段。而有房客表示在蓝可儿失踪当晚也察觉到异状，听到有吵闹声，而且有部分房间遭到水淹，疑似异物堵塞。
近三周后的2月19日早晨，塞西尔酒店有客人抱怨酒店水压过低及水中有一股莫名的臭味，当酒店派出维修人员前往楼顶水箱检查时，意外发现水箱内有一具尸体。尸体全裸，头朝下，且异常扭曲。而尸检结果表明尸体就是失踪的蓝可儿。由于尸体沉在水箱底部，警方和消防部门花了很大力气，锯开水箱后才将尸体捞上来。
洛杉矶警方2月19日晚确认死者即为蓝可儿，理由是“尸体身上的胎記与蓝可儿相符”。蓝可儿的初步尸检结果未能确定其死因，警方试图进行进一步的毒物检验，需六週到八週以发现更多线索。
蓝可儿尸体被发现的消息震惊当地。塞西尔酒店的住户们也十分恐慌，他们抱怨称，很可能已经使用甚至饮用了浸泡过尸体的“尸水”。部分住户在得知事情发生后立即打包离开酒店，而酒店也为余下的房客提供了额外的纯净水。而酒店的水供应经检测后符合卫生标准，未发现有致病细菌存在。2月26日，兩名塞西爾酒店的客人向洛杉磯高等法院提出控告，要求酒店賠償損失。
目前没有任何证据可显示蓝可儿的具体死因為何。从自杀到他杀等各界均有不同说法，警方根据其尸体被发现的地点，表示不排除有他杀、或性侵犯致死的可能。然而，部分曾与蓝可儿接触过的同学说蓝可儿性格开朗，待人友善，不像是要自杀的样子。曾在一个月前接待过蓝可儿的多伦多旅社经理也表示，从未看到蓝可儿有任何怪异举动。

## 詭異之處
蓝可儿失踪前在酒店电梯内做出一系列诡异举动而引起注視。洛杉磯警察局虽表示蓝可儿并没有精神疾病，公布的录像却证明其在电梯内做出了各种无法解释的动作。有媒体甚至称之为“灵异录像”。
洛杉矶警察局所公布的“诡异影片”显示，蓝可儿以休闲装束走进电梯，身着红色上衣和拖鞋，并未有异常状态。但随后她立即躬下身，按下了多个楼层的按钮，然而电梯并没有随之封闭。大约20秒后，蓝可儿将头伸出电梯外查看，随后又来来回回进出电梯多次，期间她曾经站在电梯内的死角处，似乎要躲着某个人，此间电梯门一直处于打开状态，从未封闭。在电梯外站了大约30秒后，蓝可儿回到电梯内，但双手抱头，再度将多个楼层的按钮按了一遍。
此时，蓝可儿再次走出电梯，面向右方，双手用很奇怪的姿势上下左右比划，双腿也做出一些奇怪动作，似乎在和对面的人说着什么。期间她还被拍到用手如数数般掰指头。15秒后，蓝可儿离开电梯，从监控范围消失。而电梯在蓝可儿离开后，依然开着门静止了一段时间，此后才封闭。电梯闭门后，電梯又照常運作，毫无异状的运行到了其他楼层，但每一次开閉，都没有任何乘客进出。
这段诡异视频立即引起了各地网民的轰动。各界也不断试图从视频中寻找线索，许多网友和媒体都对蓝可儿的行为举止做出了详细分析。有分析认为她的行为似乎像是要躲避某个可疑的跟踪者，然而她的神态却显示蓝可儿没有因恐惧而引发的慌乱特征，不像是危急关头紧张的样子。而电梯本身诡异的运行动作也引起焦點。
根據加拿大OMNI電視台報導，與藍可兒從小學、中學至大學都是同學的12年好友武梅（Mai Vo）表示，她從電梯監視器畫面中看見的藍可兒與她平時作風極為不同，因為該地區疑毒品猖獗，酒店更充斥各種怪異人士，她嚴重懷疑藍可兒是遭人下藥。
2月6日，一名据称是蓝可儿友人的人在网上放了称是蓝可儿寄给她的明信片，并附有蓝女的签名。明信片上看到有怪异字眼，例如“这令我毛骨悚然”（It is creeping me）、“朝圣”（pilgrimage）等不知所云的语句。使得案件更加扑朔迷离。
由于离奇事件不断被披露，蓝可儿生前所居住的塞西尔酒店也引发广泛注視。大批游人前往酒店参观，出现了访问者骤增，甚至订房爆满的现象，订房价格也出现上涨。更有当地华裔市民亲身前往现场搜证进行“民间调查”，希望能够解开在互联网上疯传的各种灵异谜团。但他们抵达酒店后，被配枪警衛阻止入内，称“酒店正在停业整顿”。

## 疑犯
酒店表示蓝可儿陳尸地點在塞西尔酒店的屋顶，可是塞西尔酒店的屋顶通道是上锁的，且与警报系统相连，非酒店职员很难登上屋顶，他们不知道蓝可儿是如何到楼顶的水箱上而不被人发现。因此警方和媒体就此推断蓝可儿有可能是遭人谋杀，且凶手应当是对酒店环境熟悉的人，甚至有可能就是酒店的职员或長期居住的房客。
2月23日，洛杉矶警方在约谈了部分员工后，锁定了一名塞西尔酒店职员为重大嫌疑人。此人握有蓝可儿房间的钥匙，理论上可随时进入房间谋杀蓝可儿作案。另外，媒体披露称塞西尔酒店曾于2月14日做过水质检查，结果为一切正常。因此凶手有可能了解酒店的管理模式及水质检查的时间表，故意藏匿蓝可儿尸体两周，待检查结束后再将蓝可儿尸体扔入水箱。但洛杉磯警方2月25日仍然否認各種謠言，並表示藍可兒命案尚未斷定到底是自殺還是他殺。
25日，洛杉磯警方發言人馬蒂內茲（Alex Martinez）表示該案並沒有最新進展，藍可兒真正死因還未確認，所謂“無可疑”之說純屬謠言，針對當地有報導指稱，警方已鎖定一酒店員工為凶嫌，和藍可兒真正死亡日期等相涉報導，洛市警方代表格斯·維拉紐瓦（Gus Villanueva）強調，當局沒有公佈相涉信息，也沒有鎖定任何兇嫌。因此“員工嫌犯說”僅為中國媒體的誤報。

## 驗屍結果
2013年3月7日，洛杉磯縣驗屍官辦公室完成藍可兒屍體驗屍取樣，表示已將藍可兒的屍體送往停屍房，完整驗屍報告需5週至6週才會出爐。驗屍官溫特爾（Winter）接受記者訪問時稱，藍可兒的家屬可以到停屍房認領屍體，並為她舉行葬禮，溫特爾表示，藍可兒的死因還在調查中。
2013年6月20日，根據洛杉磯法醫驗屍報告確認為意外溺死。據香港《蘋果日報》報導，洛杉磯檢察部門亦證實她患有躁鬱症。據《洛杉磯時報》引述檢察官員指，藍可兒的驗屍報告，並未發現她身上有明顯傷痕，亦未有發現中毒跡象。官員指，藍可兒明顯有躁鬱症傾向，但未有交代詳情。
據《世界新聞網》報導，洛杉磯市警局（LAPD）亞裔社區聯絡官趙一龍表示，其實辦案警員在藍可兒遺體打撈上來時，根據現場及遺體身上的蛛絲馬跡，已作出初步推斷、排除藍可兒死於他殺。
不過，藍可兒死亡事件最大的疑點就是她是如何自己走上樓頂，如何發現通向水塔的安全門，如何通過安全門但警鐘不响，或警鐘响了卻不被人察覺，如何爬上水塔樓梯，如何掀開水塔蓋子，如何脫光衣服跳進去等等。有網友認為，即使藍可兒患有精神疾病，也難以相信她會脫光衣服，赤裸裸的走上樓頂，卻不被人察覺，自己跳進水塔。
但目前警方已排除他殺可能性，詳細驗屍報告將在兩周後出爐。警方公布藍可兒死前在塞西爾（Cecil）酒店電梯間的監視錄影帶，藍可兒在14樓電梯間做出一連串無法理解的怪異行為，也有人揣測藍可兒可能有服用药物，或罹患思覺失調症抑或解離性身分疾患。
屍檢中指出，躁鬱症被認為是藍可兒死亡的重要原因，且稱藍可兒已罹患躁鬱症有段時間。而據美國媒體2月23日報道，洛杉磯警方曾表示藍可兒從無行為怪異史。精神治療醫師林廷紅表示，從目前新聞報導及警方公布報告的有限內容，不能據以推論躁鬱症導致自殺或藍可兒死亡的導因。

## 告別儀式
據加拿大《星島日報》報導，藍可兒于2013年3月9日在溫哥華低調出殯，下葬於本拿比科士蘭墓園（Forest Lawn Funeral Home），約有五六十位親友出席儀式。
據悉，靈堂入口處設有大電視屏幕，上面打出藍可兒生前照片並注明她的生日。上午10時半，陸續有親友前來悼念，不少是20歲左右的年輕人，多數是華裔，也有兩三個是西裔，其余參與者大多是中年華裔。
告別儀式歷時約3小時，下午約1時許，載着藍可兒靈柩及她家人的3輛黑色靈車，由殯儀館駛往本拿比科士蘭墓園。下午2時左右，藍可兒親友在墓園聚集，準備舉行安葬儀式。為避免打擾儀式，殯儀館職員請記者離開現場。

## 家庭
蓝可儿的父母是香港移民，1990年代移居加拿大，在大温哥华地区从事餐饮业。蓝可儿高中毕业于温哥华的大學山中學。有媒体称她曾在不列颠哥伦比亚大学主修心理学，但校方拒绝对此做出评论。